# إريك إنغبرتسن
إريك إنغبرتسن هو شخصية أعمال نرويجي، ولد في عقد 1940.